# Tim Owens
Tim "Ripper" Owens, född 13 september 1967 i Akron, Ohio, är en amerikansk heavy metal-sångare. Owens var sångare i Judas Priest 1996-2003, åren då Rob Halford satsade på en solokarriär. Han har också varit sångare i Iced Earth, där han ersatte Matt Barlow mellan 2003 och 2007.
Historien om Tim Owens och Judas Priest har inspirerat till filmen Rock Star.

## Biografi

### British Steel
Tim Owen föddes i Akron, Ohio. Owens var ett väldigt stort fan till metalmusik, och i tonåren sjöng han i många olika tributeband, bland andra Brainicide, U.S. Metal, Winter's Bane, och Seattle. Men det var i British Steel som han fick sitt genombrott och han gjorde sin första studioinspelning tillsammans med gitarristen Lou St. Paul, de kallade sig för Winter's Bane. Under tre veckor i Tyskland spelade de in konceptalbumet Heart of a Killer, som handlar om en dödsdömd man som får en hjärttransplantation av samma domare som dömde honom till döden.  

### Owens upptäcks
En kväll när Owens och British Steel spelade på en liten klubb i Pennsylvania råkade två vänner till Judas Priest-trummisen Scott Travis se framträdandet. De insåg att Owens var väldigt skicklig, så de videofilmade och skickade det till Travis och resten av medlemmarna i Judas Priest. Året var 1996 och bandet hade varit upplöst i fyra år men när bandet fick se Owens framträdande och några dagar senare höra hans röst på ett par Priest-låtar så togs han med i bandet.

### Judas Priest
1997 släpptes hans första album med Judas Priest, Jugulator. Albumet var bandets första sedan 1990 och sågs som ett comebackalbum. Bandet gav sig ut på världsturné, och de släppte också ett livealbum, kallat '98 Live Meltdown. Två år senare återutgavs Heart of a Killer med flera extra livespår. Judas Priest drog också igång ett filmprojekt inspirerat av Tim Owens väg från fan till frontman. Bandet drog sig senare ur projektet. Det var ursprungligen tänkt att Judas Priest skulle medverka i filmen så skådespelaren Mark Wahlberg fick huvudrollen. Senare samma år släpptes bandets andra album med Owens, Demolition.
Demolition producerades av gitarristen Glenn Tipton, som också skrev de flesta av sångerna till albumet. Tim Owens var med och skrev sin enda låt med bandet, What's My Name som bara fanns med på den tyska utgåvan av albumet. Låten skrev han tillsammans med de båda gitarristerna K.K. Downing och Glenn Tipton. De spelade även denna gång in ett livealbum under sin världsturné. Resultatet blev Live in London som släpptes endast tre månader innan Owens sparkades från bandet.

### Iced Earth
Den 3 juli 2003 blev det officiellt att Rob Halford skulle återvända till Judas Priest. Fansen ville ha tillbaka Halford och bandet skulle tjäna väldigt mycket pengar på en återförening, så Owens sparkades från bandet. Någon månad efter sitt avsked från Priest gick han med i Iced Earth. Iced Earth hade alltid haft problem med medlemsbyten, och hade redan haft 24 olika medlemmar i bandet. Owens spelade in demon The Reckoning medan han fortfarande var medlem i Judas Priest, men när han sparkades från bandet gick han med i Iced Earth. Han startade också ett sidoprojekt, kallat Beyond Fear, med basisten Dennis Hayes, som också spelar i Iced Earth. De har släppt ett album, Beyond Fear. Den 11 december 2007 blev det officiellt på Iced Earths webbplats att Tim var ute ur bandet. Anledningen var att Matt Barlow, som Tim tidigare hade ersatt, skulle komma tillbaks till bandet.

### Solokarriären
Numera spelar Owens med sitt eget band, och släppte albumet Play My Game år 2009. Med sig i bandet har han gitarristerna Chris Caffery och John Comprix, basisten David Ellefson (en av grundarna till Megadeth) och trummisen Simon Wright (som tidigare har spelat med Dio och AC/DC).

## Diskografi (urval)

### Winter's Bane
- Heart of a Killer (1993)

### Judas Priest
- Jugulator (1997)
- '98 Live Meltdown (1998)
- Demolition (2001)
- Live in London (2003)

### Iced Earth
- The Glorious Burden (2004)
- Overture of the Wicked (2007)
- Framing Armageddon (Something Wicked Part 1) (2007)

### Beyond Fear
- Beyond Fear (2006)

### Yngwie Malmsteen's Rising Force
- Perpetual Flame (2009)
- Relentless (2010)

### Tim "Ripper" Owens
- Play My Game (2009)

### Charred Walls of the Damned
- Charred Walls of the Damned (2010)
- Cold Winds on Timeless Days (2011)